# Acacia littorea
Acacia littorea är en ärtväxtart som beskrevs av Bruce R. Maslin. Acacia littorea ingår i släktet akacior, och familjen ärtväxter. Inga underarter finns listade i Catalogue of Life.